# Мидтре-Гёулдал
Мидтре-Гёулдал (норв. Midtre Gauldal) — коммуна в губернии Сёр-Трёнделаг в Норвегии. Административный центр коммуны — город Стёрен. Официальный язык коммуны — букмол. Население коммуны на 2007 год составляло 5910 чел. Площадь коммуны Мидтре-Гёулдал — 1859,76 км², код-идентификатор — 1648.

## История населения коммуны
Население коммуны за последние 60 лет.

Статистика коммуны Мидтре-Гёулдал